# Риб'ячий клей

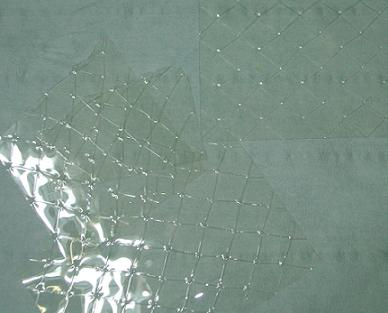
Риб'ячий клей

Риб'ячий клей — тваринний клей, який виготовляють з плавальних міхурів риби та луски. Найчастіше отримують з осетрових. Подібний до міздряного та кісткового клеїв. Буває у вигляді білуватих прозорих плиток або товстих ламаних стружок кремово-білого забарвлення.
Цей клей високоякісний і застосовують його переважно при виготовленні музичних інструментів. Риб'ячий клей затримує застигання гіпсу, що дає більше часу на його обробку.